# Coronel Vivida
Coronel Vivida – miasto i gmina w Brazylii, w stanie Parana. Znajduje się w mezoregionie Sudoeste Paranaense i mikroregionie Pato Branco.